# Museo de Sitio de Coatetelco
El Museo de Sitio de Coatetelco es un recinto que se encuentra en  Miacatlán, Morelos. 
Es un sitio relevante debido a los espacios rituales y deidades que fueron parte de la cultura tlahuica. Además, se dice que ellos hacían ceremonias con sacrificios humanos, con base en su dios Xipe Tótec (“el dueño de la piel”) y usando para éstos actos una piedra conocida como temalacatl. 
También se dice que esta región tuvo conflictos con el centro de México, por lo que  esta región fue dominada bajo el mando del imperio mexica que la transformó y usó como una provincia tributaria.

## Museo
En el este Museo de Sitio de Coatetelco se exhiben tanto los aspectos históricos como arqueológicos de los tlahuicas, que llegaron a la zona de Miacatlán, provenientes de la zona de Aztlán. 
Además, se pueden observar ciertos instrumentos de cerámica que muestran la influencia teotihuacana que tenía esta cultura y también otros de influencia Mexica.